# Канесјер
Канесјер (фр. Cannessières) насеље је и општина у североисточној Француској у региону Пикардија, у департману Сома која припада префектури Амјен.
По подацима из 2011. године у општини је живело 85 становника, а густина насељености је износила 22,67 становника/km². Општина се простире на површини од 3,75 km². Налази се на средњој надморској висини од 119 метара (максималној 141 m, а минималној 85 m).

## Демографија
| 1962. | 1968. | 1975. | 1982. | 1990. | 1999. | 2011. |
| ----- | ----- | ----- | ----- | ----- | ----- | ----- |
| 104   | 116   | 103   | 111   | 95    | 85    | 85    |

График промене броја становника у току последњих година